# Ángel Ignacio Iza
Ángel Ignacio Iza, su apellido también es mencionado como Yza, (f. Buenos Aires, 1923) fue un militar argentino, perteneciente al Ejército, que alcanzó la jerarquía de capitán. Se desempeñó como gobernador del Territorio Nacional de Santa Cruz entre 1921 y 1923.

## Biografía
Realizó su carrera militar en el Ejército Argentino, alcanzando el grado de capitán en el cuerpo de ingenieros. En política adhirió a la Unión Cívica Radical y participó en la revolución radical de 1905, hecho por el cual permaneció un año en prisión. Fue comisario inspector en la provincia de Buenos Aires.

### Gobernador de Santa Cruz
En septiembre de 1920 fue designado gobernador del Territorio Nacional de Santa Cruz por el presidente Hipólito Yrigoyen. Asumió en el cargo en febrero de 1921, en medio de las luchas obreras de la Patagonia rebelde, con la intención de normalizar la situación y llegar a un entendimiento entre las partes. En función de ello, había arribado a la provincia con tropas del Ejército, al mando de Héctor Benigno Varela. Ya en la gobernación, levantó el toque de queda en Río Gallegos, cesanteó a policías amigos de su predecesor, Edelmiro Correa Falcón, y liberó a todos los obreros detenidos. Con su mediación, aceptada por los hacendados y miembros de la Sociedad Rural Argentina, se llegó a un acuerdo con los huelguistas ese mismo mes de febrero en la estancia El Tero.

### Retiro
Se retiró hacia Buenos Aires en junio de 1921, quedando la gobernación interinamente a cargo del secretario Francisco Cefaly Pandolfi, también militar, quien enfrentó una segunda huelga obrera. Iza demoró varios meses en regresar al territorio. Falleció en marzo de 1923 mientras viajaba a bordo de un barco que lo transportaba a Buenos Aires. La causa probable de muerte habría sido una indigestión.